# Isabel de Sabran
Isabel de Sabran (1297 — Catânia, 7 de maio de 1315) foi uma princesa de Acaia e infanta de Maiorca como a primeira esposa do infante Fernando de Maiorca.

## Família
Isabel foi a única filha de Isnardo de Sabran, senhor de Ansouis e de Margarida de Vilearduin. Os nomes de seus avós paternos são desconhecidos. Seus avós maternos eram Guilherme II de Vilearduin, príncipe da Acaia e Ana Comnena Ducena. Ana era filha de Miguel II Comneno Ducas, déspota do Epiro.

## Biografia
Isabel casou-se com o infante Fernando em fevereiro de 1314, em Messina, na Itália. Ela tinha cerca de dezessete anos, e ele já tinha aproximadamente trinta e seis anos de idade. Fernando era filho do rei Jaime II de Maiorca e de Esclaramunda de Foix.
A união foi arranjada pela sua mãe, Margarida, com o objetivo de obter o apoio dos catalães na sua reivindicação ao Principado da Acaia. Seu dote foi a Baronia de Ácova, e a quinta parte de Margarida do Principado.
Isabel teve apenas um filho, o futuro rei Jaime III de Maiorca, em abril 1315. Ela passou seus direitos ao Principado da Acaia para ele.
A princesa morreu logo depois, em 7 de maio de 1315, devido aos efeitos do parto.
Seu marido se casou novamente com Isabel de Ibelin, e teve mais um filho.
Fernando morreu em 5 de julho 1316, durante a Batalha de Manolada, na Grécia.

## Descendência
- Jaime III de Maiorca (15 de abril de 1315 – 25 de outubro de 1349), foi rei de Maiorca. Foi casado duas vezes: sua primeira esposa foi Constança de Aragão, com quem teve dois filhos, e sua segunda esposa foi Iolanda de Vilaragut, com quem teve uma filha.